# Phalepsus
Genre
Phalepsus est un genre de coléoptères de la famille des Staphylinidae et de la sous-famille des Pselaphinae.

## Liste des espèces
Le genre comprend les espèces suivantes :
- Phalepsus ampliventris (Schaufuss & L.W., 1880)
- Phalepsus batesellus Westwood, 1870
- Phalepsus cavicornis Raffray, 1905
- Phalepsus fluminicola Schaufuss & L.W., 1886
- Phalepsus guatemalensis O.Park, 1945
- Phalepsus marelloides Reitter, 1888
- Phalepsus nanus (Schaufuss & L.W., 1880)
- Phalepsus neotropicus O.Park, 1945
- Phalepsus subglobosus Westwood, 1870
- Phalepsus vulgaris Raffray, 1905

## Taxinomie
Le genre est décrit en 1870 par l'entomologiste John Obadiah Westwood. Le nom est probablement une anagramme de Pselaphus Herbst, 1792.